# Extra omnes !

Extra omnes ! est une locution latine séculaire qui veut dire « Dehors tous ! » et qui est prononcée par le maître des célébrations liturgiques une fois que tous les cardinaux ont prêté le serment de respecter le secret du vote après la fermeture des portes de la chapelle Sixtine lors du début d'un conclave.